# Феме
Феме (на немски: Feme, също veme от среднодолнонемски veime = наказание) е правен термин.
Първоначално се използва за правораздаването на фемическите (сиреч наказателните) съдилища, които са специална форма на средновековното наказателно правосъдие, и за наложените от тях наказания. Добре познат пример за употребата на термина са т. нар фемически убийства по време на Ваймарската република, които са извършени от десни екстремистки групи по политически подбуди.

## Разпространение, компетентност
Правораздаването на живот и смърт (кръвна юрисдикция) била привилегия на краля. Като заем на кръвната юрисдикция, тази привилегия е могла да бъде прехвърлена на фемически (наказателни) съдилища или техния председател, наричан свободен граф (или председателен господин). „В качеството си на кралски съдилища, те имат претенции освен към обичайната им компетентност в рамките на техния съдебен окръг и към правомощието да осъждат извършени навън тежки престъпления, заслужаващи смърт, в случаите на отказ от правораздаване от компетентния съдия“. Присъдата се взима от свободни съдебни заседатели, съдебното учреждение се нарича свободен стол. „Осъденият на смърт бива обесен веднага след присъдата.“ „Пикът на своята мощ фемическите съдилища са достигнали през първата половина на 15 век.“ Свидетелства могат да бъдат намерени главно през късното Средновековие (14-и и 15 век) в долнонемската езикова област. Има отделни други документи от съседните векове (13-и и 16 век), частично се срещат и някои чак до 18 век, освен това също и от някои централногермански региони като Горна Лужица и Силезия. Осъждането не е било задължително свързано със смъртта на осъденото лице, а е зависело от вида на престъплението, а наказателният дълг е можел да бъде погасен и финансово.
Правни средства за защита срещу решение на свободните съдилища според днешното правно разбиране не са били възможни. Това са били правни ходове със само една инстанция. Имало е ограничена възможност за предприемане на действия срещу формални грешки; има редица примери за успешно съпротивление срещу погрешна призовка. Явяването в съда въпреки погрешна призовка е водело до поправяне на тази грешката и производството е започвало (по смисъла на гузен негонен бяга).

## Средновековна Вестфалия
Често средновековният фемически съд се отъждествява с вестфалските фемически съдилища. Те са били наистина правноисторически най-значимите фемистически съдилища и имат някои особености в сравнение с фемическите съдилищата в източна и централна Германия (вж. по-долу): Вестфалското феме се развива от юрисдикцията на вестфалските свободни съдилища. Това са били правоприемниците на графския съд от времето на Развитото средновековие „относно кръвното наказание“, който упада с възхода на провинциите и загубата на авторитет на краля през 14 век. Основното седалище на всички фемически съдилища за Вестфалия първоначално е било в гр. Дортмунд. Свободният стол (т.е. седалището на председателя на свободния съд) се е намирал тук недалеч от днешната централна гара на Дортмунд. Каменният съдебен площад е бил обграден с две липи, едната от които била известно като фемическата липа.
С нарастващото влияние на кьолнските курфюрсти и в резултат на Арнсбергската реформация на фемическите съдилища от 1437 г. те се местят при главния председателски стол на свободния съд (нем. Oberfreistuhl) в гр. Арнсберг.
Особености на фемическите съдилища в сравнение с общия свободен съд възниквст поради последиците от поземнения мир, също поради специалната юрисдикция за тежки престъпления, произтичащи от средновековната правна практика на „ръчния акт“ (означаваща, че разбойник, хванат на местопрестъплението, е можел да бъде незабавно наказан без съд и присъда), както и поради приемането на елементи на спешен съд. Осъденият е осъден да бъде екзекутиран чрез окачване. Този вид присъда е можел да бъде изпълнено незабавно, ако е необходимо, веднага след като обвиненото лице бъде задържано (по-късно). Тук обаче трябва да се прави разлика между окачване и обесване. Обесването е изцяло суверенен акт и неизбежно води до смърт. Окачването не води непременно до такова последствие; при изпълнението на „ръчния акт“ наказаният е бил „окачен“ (не задължително за врата „до настъпване на смъртта“), а по-скоро е бил „окачен вързан“ за назидание (вж. стари изображения, напр. в Саксонското огледало или средновековни изображения на позорния стълб); наказаното окачено лице можело да бъде обгрижвано от роднините си и след постановен период от време (три дни), при условие, че то (все още) е живо след това назидателно наказание, то можело да бъде откачено/освободено. Ако обвиняем не се яви на процеса, той може да бъде осъден задочно. Той е трябвал да очаква изпълнението на присъдата по всяко време без даже да е уведомен за нея. Освен това фемическите съдилища са имали елементи на таен процес, често (в късния период дори почти изключително) фемическите съдилищата са били тайни съдилища. Фемическият съд се състоял от един свободен граф и седем свободни съдебни заседатели. Всички са полагали клетва като съдебно жури. Кандидат за службата като свободен съдебен заседател е трябвал да бъде „истински, прав и свободен“ и се е изисквало той да има поръчителство от двама съдебни заседатели.
Особеният успех на вестфалското феме в цялата империя е резултат от регионалните претенции на вестфалските фемически съдилища. За разлика от други германски съдилища, техните призовките са били изпращани в отделни периоди от време в почти всички немскоговорещи страни и от почти цялата империя ищци са се събирали във Вестфалия. Тези ищци е трябвало да бъдат членове на съсловието на свободните съдебни заседатели. В ранния 15 век искането за надместна (т.е. регионална) „междутериториална юрисдикция“ е било успешно наложено в много случаи и бива окончателно признато от имперското законодателство чрез франкфуртското райхстагско решение от 1442 г., въпреки че то е било предпазливо и ограничено.
Като правно основание за тези надрегионални претенции се предполага, че вестфалските свободни съдилища са били едва ли не единствените съдилища в империята, които са се придържали към така нареченото директно възлагане на управленска власт от краля. Свободните съдилища обосновават искането си за юрисдикционна компетентност уж на някакво минало феодално възложение на тази отговорност чрез Карл Велики (това е спорно).
През 1422 г. на архиепископа на Кьолн (по това време Дитрих II фон Моерс) е дадено правото на надзорни функции над всички действия на председателите на свободните съдилища (т.е. свободните графове). Смята се обаче, че той едва ли е могъл да наложи това си право ефективно. В късния период на фемическите съдилища през 15 век, те искат все повече и повече да разширяват своята компетентност, т.е. вече да съдят не само за сериозни актове на насилие, а и за всички възможни спорни въпроси, стига местните компетентни съдилища да са обвинени в отказ или забавяне на правораздаването. През 1431 г. дори крал Сигизмунд е призован да се яви пред фемически съд, а няколко години по-късно и император Фридрих III.
Много князе са били членове на фемическите съдилища, като например император Сигизмунд, курфюрстите Фридрих I и II Бранденбургски, саксонските курфюрсти Фридрих I и II, херцог Вилхелм III Саксонски, херцозите Хайнрих Богатият и Вилхелм II Баварски, ландграфът Лудвиг II Хесенски, херцогът Вилхелм I Брауншвайгски, пфалцграфите Лудвиг II, Йохан и Ото и други.

## Фемически съдилища
В Източна и Централна Германия фемическите съдилищата са специални съдилища, създадени от властите за защита на поземления мир. Повечето от съдилищата са създадени през 14 век. Терминът феме тук най-често значи поземлен мир, от време на време се използва и за обозначение на фемически съд. Още през 15 век обикновените съдилища постепенно започват да изпълняват функциите на фемическите съдилищата. През 16 век фемическите съдилища са почти напълно изчезнали.

## Намаляване и изчезване
Броят на свободните съдебни заседатели в Германия по време на пика на фемите се оценява на 15 000 – 30 000. През втората половина на 15 век влиянието на фемическите съдилищата намалява значително и в крайна сметка е почти напълно елиминирано. Към средата на 16 век този процес е до голяма степен завършен.
Научни изследвания проследяват спада на фемето назад до сбор от взаимно допълващи се различни причини: разочарованието на много ищци, че производството е твърде бавно, проблеми с изпълнението на съдебни решения, опити за съпротива на териториите, засегнати от фемически съдебни дела (напр. предотвратяване на явяването пред съд във Вестфалия, усилия за насрещни искове срещу фемически ищците и фемически съдилища), злоупотреби с фемите чрез неблагочестиви елементи (продажност, корупция, произволни решения), бъркотия на юрисдикциите по фемическите дела, липса на кодификация на фемическото законодателство, съперничество между фемическите съдилища и след 1450 г. също липса на подкрепа от императора и империята, края на 15 век в крайна сметка също и прокламирането на общ поземлен мир и създаването на имперска юрисдикция (имперски камарен съд). Не на последно място, свободните съдилища редовно отричат краля/императора да е върховен суверен над юрисдикцията за цялата империя и следователно не са били приемливи за висшата власт те да бъдат висша инстанция на всеимперското правосъдие.
На някои места обаче вестфалските фемически съдилища просъществуват до 19 век. Там, където те са съществували обаче, сега те са били ограничени само до местно ниво на юрисдикция по дребни престъпления. Последният пост на председател на свободен съд е бил зает от свободния граф на Дортмунд Захариас Льобеке на 11 януари 1803 г.; с Наполеоновата правна реформа фемическите съдилища са били окончателно снети от власт и отменени.

## XX и XXI век
В настоящия юридически език на Германия понятието феме вече не играе никаква роля, дори няма такъв съответстващ конкретен фактически състав на престъпление. Изпълнението на държавно нелегитимирано частно правосъдие обаче се преследва така или иначе съгласно общите наказателноправни норми. Извънредни съдилища, включително държавни извънредни съдилища, не са разрешени по подразбиране. Прилага се гаранцията на законовия съдия (в Германия член 101 I от Основния закон). Съдебното преследване на престъпления е единствено отговорност на държавата и нейните местни отговорни органи, обикновено въз основа на държавни разследвания, в изключителни случаи въз основа на частни жалби. Този монопол на отговорността за наказателно преследване може да се извлече от държавния монопол върху използването на сила, а също и от процесуални гаранции, основани на върховенството на закона, като напр. принципа „nulla poena sine lege“ (няма наказание без закон, в Германия: член 103 II от Основния закон; §§ 1, 2 I от Наказателния кодекс).
Независимо от това, през 20 век се състоят различни законово не легитимирани тайни процеси или незаконни убийства след неясни процеси, които журналистически са били наречени „фемически убийства“ или „фемически престъпления“. Те не са имали много общо с исторически даденото феме и определянето на тези нови актове като „феме“ не е следвало никаква ясно разпознаваема систематичност. Нападенията и убийствата от въоръжени радикални групи във Ваймарската република като например от организацията „Консул“ често се наричат феме (също по самоопределението на извършителите: „предателите стават жертва на феме“). Фемическите убийства във Ваймарската република временно занимават обществения и политическия живот. Бившият член на Черния райхсвер – Карл Мертенс разкрива в списанието Die Weltbühne през 1925 г. няколко фемически убийства в рамките на националистическите сдружения. Това води до арести, наказателни процеси, а също и до дебат и анкетна комисия в Райхстага. Имперския съд решава обаче в решението си от 8 май 1929 г. в полза на фемическите убийци, „че съществува право на неизбежна отбрана на отделния гражданин срещу незаконни нападения върху жизненоважните интереси на държавата“ (Решения на съда на Райха по наказателни въпроси 63, 215 (220)).
Очевидно в Райхсвера също е имало фемически присъди. Терминът обаче не се използва за убийствата на политически непопулярни лица от СА без държавно съдебно заседание от 1933 г. нататък. Решения на държавните специални съдилища в националсоциализма, на основани на наредбата от 21 март 1933 г., не попадат под понятието феме.
В следвоенния период убийството на отклонилия се терорист и агент под прикритие Улрих Шмюкер през 1974 г. е известно също като фемическо убийство.